# جمینای ۱۰

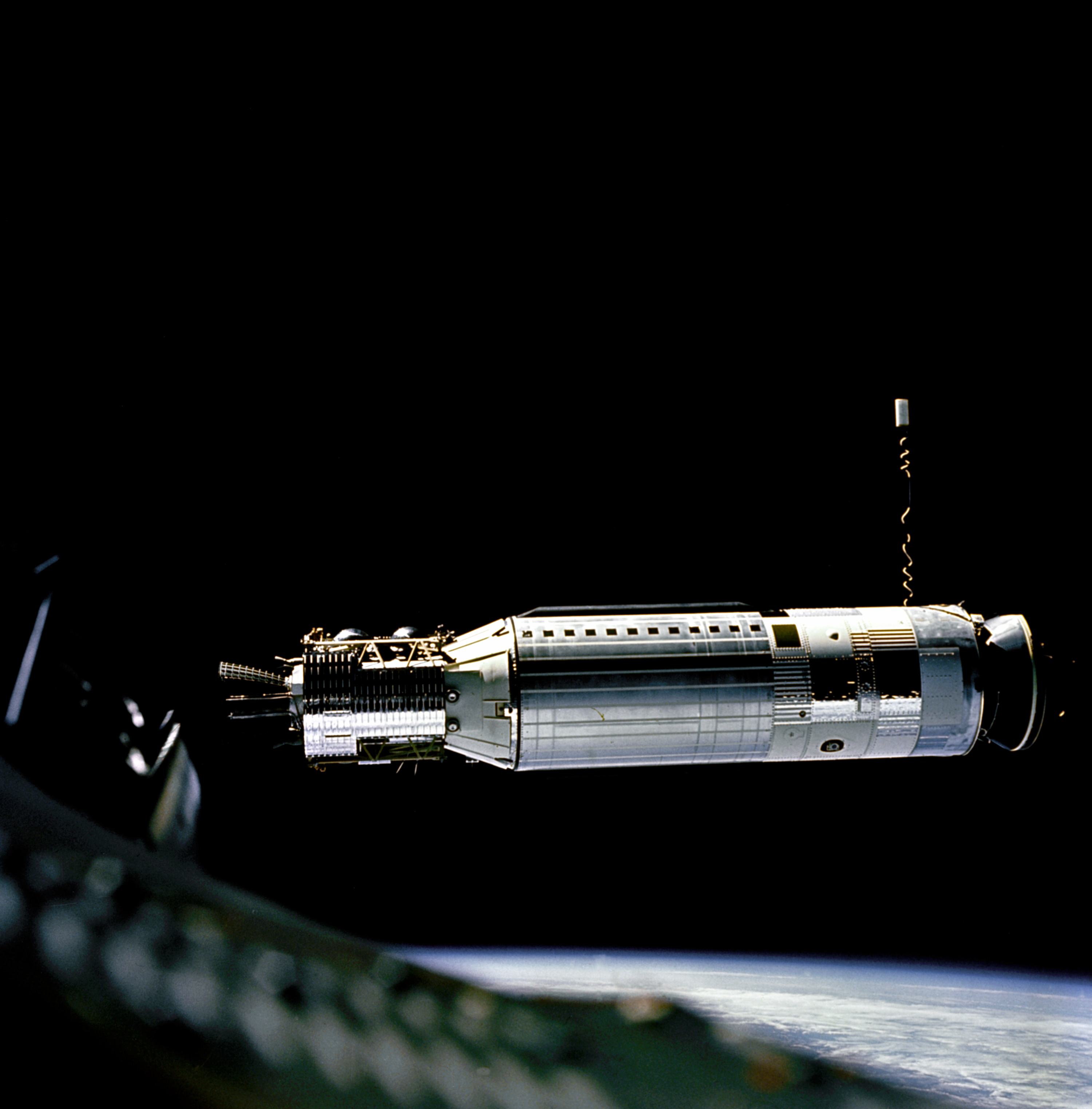
فضاپیمای جمینای ۱۰ در مدار

جمینای ۱۰ (به انگلیسی: Gemini 10) یکی از پروژه‌های فضایی ناسا بود.
این مأموریت ناسا در سال ۱۹۶۶ بوقوع پیوست، و دو فضانورد داشت.